# Nera Marmora
Nera Marmora, pseudonimo di Gina Palmucci (Terni, 3 giugno 1891 – Roma, 15 aprile 1924), è stata un soprano italiano.

## Biografia
Nera Marmora venne alla luce il 3 giugno 1891 figlia di Giulia e Augusto Palmucci, che occupava il ruolo di Capo del Personale dell’allora Società degli altiforni di Terni.
Dopo aver ottenuto il diploma magistrale a Perugia iniziò a lavorare come insegnante alla scuola elementare di Santa Caterina a Terni, ma la sua passione era il canto lirico. Nonostante i genitori non fossero molto d’accordo sul fatto che la figlia prendesse la strada della musica, nel giugno del 1914, Gina si diplomò al Conservatorio di Santa Cecilia di Roma, dove conobbe Beniamino Gigli. I due si esibirono nello stesso saggio e in futuro avrebbero diviso il palco di numerosi teatri.
Sul finire del 1914 si esibì per la prima volta al teatro Dauno di Foggia. Le sue doti canore furono molto apprezzate e di lei parlarono i giornali di allora, portandola in breve tempo a cantare con i più grandi cantanti dell’epoca, come Enrico Caruso, Beniamino Gigli e Tito Schipa e ad essere diretta da direttori d’orchestra come Mascagni e Toscanini.

## Tournée in Sud America
Nell'aprile 1917 insieme alla compagnia artistica Impresa Da Rosa-Mocchi si imbarcò sul piroscafo spagnolo Leone XIII,  per recarsi in tournée in Sud America. 36 giorni di viaggio per attraversare l'oceano Atlantico, con l’incognita di essere attaccati dai sommergibili tedeschi. Le prime date furono ai teatri Colon e Coliseo di Buenos Aires, in Argentina, assieme ad Enrico Caruso. Successivamente tutta la compagnia si trasferì al Teatro Municipale di Santiago in Cile, con un viaggio di un mese a cavallo di mulo che comprese l’attraversamento delle Ande.

## Il ritorno in Italia e il concerto alla Scala
Tornata in Italia Nera fece una tournée nei teatri italiani interpretando opere di Giacomo Puccini, Giuseppe Verdi e Gaetano Donizetti.
Al Teatro Costanzi di Roma il 10 gennaio 1918 è Lisetta ne La rondine diretta da Ettore Panizza con Gilda Dalla Rizza, Beniamino Gigli e Francesco Dominici seguita da Nannetta in Falstaff diretta da Panizza con la Dalla Rizza, Dominici e Benvenuto Franci e Mimì ne La bohème con Franci.
Il 21 luglio 1918 tenne un concerto al Teatro Verdi a Terni, sua città, alla quale non smise mai di essere legata.
Nel 1920 a Roma è Nedda nei Pagliacci con Enrico Molinari, Suzel ne L'amico Fritz con Giannina Arangi-Lombardi.
Il 26 dicembre 1921 Nera si esibisce per la riapertura, dopo la prima guerra mondiale, del Teatro alla Scala di Milano, ancora nel ruolo di Nannetta del Falstaff, diretta da Arturo Toscanini con Alessio De Paolis, Mariano Stabile (cantante) ed Ernesto Badini.
Nell'aprile 1922 è Violetta ne La traviata diretta da Leopoldo Mugnone al Teatro La Fenice di Venezia.

## Il matrimonio e il ritiro dalle scene
Nel 1923, dopo essersi sposata con Cesare Paparini, un ricco proprietario terriero proveniente da Morruzze, frazione di Baschi, a cui era legata dal 1916, Nera decide di ritirarsi dalle scene per dedicarsi alla famiglia.

## La morte
Il 15 aprile 1924, qualche giorno dopo il parto prematuro che aveva fatto nascere la primogenita Maria Luisa, Gina morì a causa di una nefrite.
Nel 1996, in ricordo di Nera, è stata affissa una lapide in via Barbarasa 9, al centro di Terni nella casa dove lei venne alla luce, mentre a Morruzze una piazza è dedicata al marito.

## Repertorio
- L'amico Fritz di Pietro Mascagni

Napoli, San Carlo, 1917; Napoli, San Carlo, 1919; Roma, Costanzi, 1920; Roma, Quirino, 1922
- Anima allegra di Franco Vittadini

Trieste, Verdi, 1923
- La bohème di Giacomo Puccini

Civitavecchia,Guglielmi, 1915; Padova, Garibaldi, 1916; Buenos Aires, Colon, 1917; Roma,Costanzi, 1918; Firenze, alla Pergola, 1918; Roma, Costanzi, 1920; Palermo, Massimo, 1921; Todi, Comunale, 1921.
- Il carnevale di Venezia di Errico Petrella

Roma, Quirino, 1915
- Il cavaliere della rosa di Richard Strauss

Buenos Aires, Colon, 1917
- Le donne curiose di Ermanno Wolf-Ferrari

Roma, Quirino, 1915
- Don Pasquale di Gaetano Donizetti

Firenze, alla Pergola, 1918, Napoli, San Carlo, 1919; Terni, Verdi, 1919
- L'elisir d'amore di Gaetano Donizetti

Buenos Aires, Colon, 1917
- Falstaff di Giuseppe Verdi

Roma, Costanzi, 1918; Milano, alla Scala, 1921
- Lodoletta di Pietro Mascagni

Napoli, San Carlo, 1919; Verona, Nuovo, 1919; Bari, Petruzzelli, 1920; Catania, Massimo Bellini, 1920
- Manon di Jules Massenet

Padova, Garibaldi, 1916; Lecco, Sociale, 1919; Napoli, Giacosa, 1920; Pesaro, Rossini, 1921;Suzzara, Sociale, 1921
- Il matrimonio segreto di Domenico Cimarosa

Santiago del Cile, Municipal, 1917
- Pagliacci di Ruggero Leoncavallo

Lucca, del Giglio, 1915; Napoli, San Carlo, 1917; Buenos Aires, Colon, 1917; Buenos Aires, Coliseo, 1917; Catania, Massimo Bellini, 1920; Roma, Costanzi, 1920
- I pescatori di perle di Georges Bizet

Bari, Petruzzelli, 1919
- Rigoletto di Giuseppe Verdi

Foggia, Dauno, 1915; Lucera, Garibaldi, 1915; San Severo, Comunale, 1915; Trani, Comunale, 1915; Barletta, Curci, 1915; Padova, Garibaldi 1916; Santiago del Cile, Municipal, 1917
- La rondine di Giacomo Puccini

Buenos Aires, Colon, 1917; Roma, Costanzi, 1918
- Il segreto di Susanna di Ermanno Wolf-Ferrari

Padova, Garibaldi, 1916; Napoli, San Carlo, 1916; Santiago del Cile, Municipal, 1917; Trieste, Verdi, 1923
- La traviata di Giuseppe Verdi

Foggia, Dauno, 1914; Terni, Verdi, 1918; Bari, Petruzzelli, 1918; Brescia, Grande, 1921; Firenze, alla Pergola, 1921; Padova, Garibaldi, 1921; Torino, Chiarella, 1921; Roma, Quirino, 1921; Venezia, La fenice, 1922; Roma, Quirino, 1922; Firenze, Politeama, 1922
- La via della finestra di Riccardo Zandonai

Trieste, Verdi, 1923
- La Valchiria di Richard Wagner

Buenos Aires, Colon, 1917

## Recensioni
- "Nera Marmora.. un canto di bella pura voce, con una facilità e purezza di emissione nel registro acuto, un miracolo di intonazione con una fluida armonia nel registro centrale, e con un equilibrio di leggere calde note basse; un canto che ha il segreto fascino di vibrare attraverso un'anima" Matteo Incagliati, Il Giornale d'Italia, 18 gennaio 1921
- "Ieri sera prima di "Rigoletto". Pubblico scelto e numeroso della Premières. Buona Gilda la signorina Nera Marmora, la quale ad un bellissimo timbro e freschezza di voce accoppia una squisita arte di canto, rivelatasi nella sua difficile parte", Il Giornale d'Italia, 16 febbraio 1916